# Hannes Schlosser
Hannes Schlosser (* 1951 in Wien) ist ein österreichischer Journalist, Sachbuchautor und Fotograf.

## Leben
Nach Tirol kam Schlosser als Sozialarbeiter, von 1975 bis 1983 war er hauptamtlicher Bewährungshelfer an der Geschäftsstelle der Bewährungshilfe Innsbruck.  Als „Aktivist der ersten Stunde“ engagierte er sich von 1984 an gegen die Verbandstreffen (Kommerse) der deutschnationalen und schlagenden Burschenschaften in Innsbruck. 1986 kandidierte Schlosser als angestellter Landesparteisekretär der KPÖ bei den Nationalratswahlen.
In den 1990er-Jahren veröffentlichte er Beiträge in der Wochenzeitung Die Furche. Von 1996 bis 2008 war Schlosser mit Benedikt Sauer Tirol-Korrespondent der Tageszeitung Der Standard, gemeinsam mit Barbara Hundegger und Andrea Sommerauer war er Redakteur der Tiroler Straßenzeitung 20er, gemeinsam mit Josef Essl Redakteur der vierteljährlichen Fachinformation Die Alpenkonvention.
Als nunmehr freier Journalist – u. a. für die Straßenzeitung UHUDLA und Fotograf sind seine Schwerpunkte weiterhin Politik, insbesondere Gesundheitspolitik, Medizin, Soziales, Wohnbau, ökologische und ökonomische Entwicklung des Alpenraums, Tourismus, Energiewirtschaft und Zeitgeschichte. Aus diesen Themengebieten führt Hannes Schlosser auch öffentliche Gespräche – z. B. mit Oskar Negt –,  ist Teilnehmer oder Moderator von Podiumsdiskussionen und Partner für Öffentlichkeitsarbeit der Tiroler Kulturinitiativen T.K.I. Seine Fotografien sind veröffentlicht in den Printmedien, für die er kontinuierlich arbeitete (siehe dortige Archive), des Weiteren z. B. als Fotoessay Bilder einer Baustelle. Mai 2007-Dezember 2009 oder als Titelblatt des Gaismair-Jahrbuch 2004. Schlosser ist Autor und Redakteur der Buchreihe Alpingeschichte Bergsteigerdörfer des Österreichischen Alpenvereins, hier bereitete er etwa Vent auf.
Er lehrte am MCI, Fachhochschule Soziale Arbeit in Innsbruck und ist Vorstandsmitglied von ZeitLupe. Verein für Zeitgeschichte und Gegenwart in Tirol.
Hannes Schlosser lebt in Innsbruck.

## Veröffentlichungen

### Selbstständige Veröffentlichungen
- Via Alpina – Ötztaler Alpen. Naturkundlicher Führer, herausgegeben vom Österreichischen Alpenverein, Innsbruck, 2007[11]
- Gletscherweg Innergschlöß. Venedigergruppe. Naturkundlicher Führer, herausgegeben vom Österreichischen Alpenverein, Innsbruck, überarbeitete und aktualisierte Neuausgabe 2018[12]
- Vent im Ötztal (= Alpingeschichte kurz und bündig, Bergsteigerdörfer), Österreichischer Alpenverein, Innsbruck, 2. aktualisierte Auflage 2020
- mit Andrea Sommerauer: Gründerzeiten. Soziale Angebote für Jugendliche in Innsbruck 1970–1990 (= Veröffentlichungen des Innsbrucker Stadtarchivs, Band 70). Innsbruck, Universitätsverlag Wagner, 2020, ISBN 978-3-7030-6536-1[13]

### Als Herausgeber
- mit Susi Zoller-Mathies und Tina Vermeer: Perspektiven 4.0. SOS-Kinderdorf Österreich im Blickfeld. Sozialpädagogisches Institut, Innsbruck 2010.

### Artikel (Auswahl)
- mit Andrea Sommerauer und Ingrid Tschugg: Rundgang durch Itter in Tirol. „Suche: Auf den Spuren einer Reise nach Europa“, in: Lisa Gensluckner, Horst Schreiber, Ingrid Tschugg, Alexandra Weiss (Hg.): Gaismair-Jahrbuch 2001, ISBN 978-3-7065-1547-4
- Franz Maria Gruener (1879-1953). Schlossherr, Dichter, Anwalt, Sozialist, in: Rainer Hofman / Horst Schreiber (Hg.): Sozialdemokratie in Tirol. Die Anfänge. Avonxar Verlag, Krailing 2003, ISBN 3-936902-02-X
- „Damit der Grüne Riese nicht das Rot verwäscht“. AUGE/UG: Von der KPÖ-nahen „Gewerkschaftlichen Einheit“ zur grünen Gewerkschaftsfraktion, in: Horst Schreiber / Rainer Hofmann (Hg.): 60 Jahre ÖGB Tirol. Geschichte - Biografien – Perspektiven. OEGB Verlag, Wien 2004, ISBN 3-7035-1020-X
- Dem Morgengrauen entgegen. Die Debatte zur Tiroler Landeshymne, in: Horst Schreiber, Lisa Gensluckner, Monika Jarosch, Alexandra Weiss (Hg.): Gaismair-Jahrbuch 2006, ISBN 978-3-7065-4203-6
- Ein Bollwerk gegen die Roten. Die Agrargemeinschaften in Tirol, in: Alexandra Weiss, Horst Schreiber, Monika Jarosch, Lisa Gensluckner (Hg.): Gaismair-Jahrbuch 2007, ISBN 978-3-7065-4363-7
- acht … null neun. Das Gedenkjahr 1809-2009 hat lange Schatten nicht nur voraus geworfen, in: Horst Schreiber, Elisabeth Gensluckner, Monika Jarosch, Alexandra Weiss (Hg.): Gaismair-Jahrbuch 2010, ISBN 978-3-7065-4855-7
- mit Andrea Sommerauer: Das Kaufhaus Tyrol. Ein Mythos, in: Horst Schreiber (Hg.): Von Bauer & Schwarz zum Kaufhaus Tyrol. Innsbruck-Wien-Bozen, Studienverlag, 2010, ISBN 978-3-7065-4825-0
- Strukturelle Gewalt: Verschwiegen und verdrängt. Ein Interview von Hannes Schlosser mit der Psychoanalytikerin Margret Aull, in: transblick 6, 2010, ISBN 978-3-7065-4997-4
- Was war los im Ziegelstadel?, in: Alexandra Weiss, Elisabeth Gensluckner, Monika Jarosch, Horst Schreiber (Hg.): Gaismair-Jahrbuch 2011, ISBN 978-3-7065-4985-1
- Plakativ betrachtet, in: Elisabeth Gensluckner, Monika Jarosch, Horst Schreiber (Hg.): Gaismair-Jahrbuch 2014, ISBN 978-3-7065-5316-2
- mit Andrea Sommerauer: Sandlerdebatte im Innsbrucker Gemeinderat 1979 – ein Sittenbild, in: Horst Schreiber, Elisabeth Hussl (Hg.): Gaismair-Jahrbuch 2019, ISBN 978-3-7065-5912-6